# Manuel Bernardo de Melo e Castro
Manuel Bernardo de Melo e Castro (Lisboa, 16 de Fevereiro de 1716 — ?), visconde de Lourinhã, foi um fidalgo e administrador colonial português.
Filho de Maria Joaquina Xavier da Silva e de Francisco de Melo e Castro (neto de André de Melo e Castro, 4º conde das Galveias), desposou Domingas Isabel de Noronha.
Assentou praça com quinze anos de idade no Regimento de Infantaria da Corte, sendo sucessivamente promovido até o posto de coronel do Regimento de Cascais, em 1757, quando foi nomeado para o cargo de governador e capitão-general do Estado do Grão-Pará e Maranhão, de 3 de março de 1759 a 14 de setembro de 1763. Sucedeu neste cargo a Francisco Xavier de Mendonça Furtado, irmão do 1.º marquês de Pombal; e o seu sucessor no governo do Estado foi seu neto, Fernando da Costa de Ataíde e Teive de Sousa Coutinho, que era parente próximo de Pombal. 
Posteriormente, de regresso a Portugal, exercia em 1771 o cargo de Governador das Armas da Província do Alentejo.